# Marmontana
Marmontana – szczyt w Alpach Lepontyńskich, części Alp Zachodnich, położony na granicy włosko-szwajcarskiej.